# Xenotilapia sima
Xenotilapia sima és una espècie de peix de la família dels cíclids i de l'ordre dels perciformes.

## Morfologia
Els mascles poden assolir els 16,4 cm de longitud total.

## Distribució geogràfica
És un endemisme del llac Tanganyika (Àfrica oriental).
.